# ایستگاه رادیو تلویزیون
ایستگاه رادیو تلویزیون یک منطقهٔ مسکونی در ایران است که در دهستان آبشار واقع شده‌است. ایستگاه رادیو تلویزیون ۱۹۵ نفر جمعیت دارد.